# James Fergusson (1787-1865)
James Fergusson, né le 17 mars 1787 et mort le 4 septembre 1865, est un homme politique et militaire britannique qui fut gouverneur de Gibraltar de juillet 1855 à mai 1859.

## Distinctions
- Ordre du Bain